# 畢氏倣鯨魚
畢氏倣鯨魚為輻鰭魚綱鯨頭魚目仿鯨科的其中一種，分布於東南大西洋的南非開普敦海域，屬深海魚類，棲息深度可達1856公尺，體長可達5.6公分。